# 星空のメモリア -Wish upon a shooting star-
『星空のメモリア -Wish upon a shooting star-』(ほしぞらのメモリア -Wish upon a shooting star-)は、2009年3月27日にCROSSNET（開発はFAVORITE）より発売されたPC用18禁美少女アドベンチャーゲームである。
2010年1月29日にはFAVORITEよりファンディスク『星空のメモリア Eternal Heart』が発売。同年11月26日には本編とファンディスクがセットになった『星空のメモリア COMPLETE』が発売された。
2019年12月20日に『星空のメモリア HD -Shooting Star＆Eternal Heart アニバーサリーBOX-』が発売された。

## 概要

### 星空のメモリア-Wish upon a shooting star-
学園の天体観測サークルを主舞台に、主人公とヒロイン達の交流、過去の記憶や思い出、星に掛ける願いなどを描いたファンタジーストーリーである。共通ルートで登場するこももの入部届の日付けから、作中の年代が2012年であることが分かる。
ディレクターの水間ホシひとによれば、作品制作は2007年10月に発売された『はっぴぃ☆マーガレット!』とほぼ同時期から行われていた。もともとSFや星が好きだったというキャラクターデザイン・原画担当の司田カズヒロとのやり取りの中で、“死神”メアのキャラクターが生まれ、そこから物語が固まったという。

### 星空のメモリアEternal Heart
本編発売後にユーザーから多くの要望が届いたこと、制作スタッフの間でも本編の世界観をより掘り下げたい欲求があったことから、2009年春頃よりファンディスクが企画された。ユーザーの要望にあった「好きなヒロインとのアフターストーリー」を充実させるため、バラエティ系のファンディスクではなく、メアと夢の2人のアフターストーリーを本編と同等のボリュームで制作した。また、メア・夢以外の5人のヒロインのショートストーリーも用意されている。
萌えゲーアワード2010にて、ファンディスク賞部門の金賞を受賞した。

## あらすじ

### 星空のメモリア-Wish upon a shooting star-
（出典：）
2012年7月4日。小河坂洋は、妹の千波と共に、生まれ故郷の雲雀ヶ崎（ひばりがさき）へ7年ぶりに戻って来た。洋の中には、かつてこの街を離れる直前、街外れの展望台で一緒に遊んだ幼なじみの少女との大切な思い出があった。雲雀ヶ崎に戻って真っ先に展望台を訪れると、思い出の彼女とそっくりだが異様な身なりの「人の悪夢を刈る死神」メアと出会う。懐かしい彼女に会いたい洋は毎日のように展望台に通うが、彼女と再会の約束をしていた七夕の日、―――

### 星空のメモリアEternal Heart
本編のメアルート・夢ルートのアフターストーリー、その他のヒロインのショートストーリーが収録されている。

## 登場人物
（出典：）

### 主人公
小河坂 洋（こがさか よう）
声：皇帝 （ドラマCDのみ）
175cm　12月2日（いて座）　AB型　好きなもの：平穏な生活　嫌いなもの：マヨネーズ
本作品の主人公。雲雀ヶ崎学園（ヒバリ校）2年A組。幼少期の一人称は僕だが、現在の一人称は俺。幼少期に雲雀ヶ崎から引っ越したが、7年ぶりに帰ってきた。理性的で落ち着いた性格で、学校の成績も良い。元々母子家庭だったが母親が亡くなったため、雲雀ヶ崎に住む叔母の詩乃の家に、妹の千波と共に引き取られた。以前から母親の家事を手伝っていたため、料理などはそこそこできる。いつもトラブルを起こす千波に対して冷たい態度を取っているが、内心は大好き。そのため、千波がとある事件に巻き込まれて昏睡状態になった際はつきっきりで看病したり、見舞いに来たこももとこさめに、犯人を許せないと言っている。
幼い頃に出会った”展望台の彼女”に大きな影響を受け、それまで頭でっかちで人付き合いが悪かったが、その後は友達を作るようになり、星のことも勉強するようになった。雲雀ヶ崎に戻ってすぐに展望台へ向かったものの、そこで彼女に似た姿だが異様な身なりの「死神」メアと出会う。転入したヒバリ校では、明日歩からの誘いにより、部員不足で存続危機にあった「天体観測愛好サークル」（天クル）に入部（こももルートでは生徒会にも加入）し、他のメンバー達とも交流を持つようになる。

### ヒロイン
メア=S=エフェメラル (Mare=S=Ephemeral)
声：杏子御津
141cm　71/50/73　7月7日（かに座）　血液型不明　好きなもの：雲雀ヶ崎の星空　嫌いなもの：初対面の相手
自称「人の悪夢を刈る死神」の謎の少女。見た目は幼いが、洋より年上らしい。人見知りで言動も気まぐれで、なかなか本心がわからない。言動には若干ツンデレな一面が顕れている。洋が7年ぶりに訪れた展望台で出会い、その後も星が見える夜にはよく展望台に出没する。7年前に離れ離れになった幼なじみとそっくりだが、身なりは全くの別物で、手には大きな鎌のようなものをもっている。主人公の呼び名は「洋くん」。どこからともなく現れたり、消えたりする能力と、魂の代わりに人の悪夢を狩る能力を持つ。
名前の｢S=Ephemeral｣の詳細は明かされていない（ただし、作中である人物が「春の儚い命」などを意味する Spring Ephemeral を口にしている）。
南星 明日歩（みなほし あすほ）
声：佐本二厘
155cm　81/56/82　4月17日（おひつじ座）　O型　好きなもの：星座の神話　嫌いなもの：生徒会
ヒバリ校2年A組のクラス委員。天クルの副部長で星が大好き。明るく元気なムードメーカーで、人と話す時に相手に顔を近づける癖がある。喜怒哀楽がよく顔に表れ、洋には「犬」と比喩されている。また、雨が降りそうになると耳鳴りを起こすので完璧に予知できる。洋とは小学校時代にも同級生だった。家業は喫茶「ミルキーウェイ」で、放課後や休日はエプロンドレスを着てウェイトレスとして手伝っている（そのため洋からは当初店がメイド喫茶であると誤認された）。星座の神話にちなんだ店のメニュー名も彼女が付けたもの。主人公の呼び名は「洋ちゃん」。実はとある障害を抱えており、それを洋たちに隠している。
姫榊 こもも（ひさかき こもも）
声：宮沢ゆあな
161cm　87/57/86　6月9日（ふたご座）　A型　好きなもの：妹のこさめ　嫌いなもの：星にまつわること全部
ヒバリ校2年B組。こさめの双子の姉。いわゆるツンデレで、言葉がキツいあまのじゃくだが、生真面目で気遣いな性格。下の名前「こもも」で呼ばれるのを嫌う。生徒会の役員で、学園の風紀維持のために熱心に働いている。昔から星が嫌いで、天クルを廃部にしようと画策しており、明日歩と始終対立している。こさめに（性的に）絡まれている姿や、水着姿を後述の温人や飛鳥に激写されそうになるたびに、証拠隠滅と八つ当たりで携帯やデジカメを破壊するため、洋からは密かに“クラッシャー”の称号を与えられている。総破壊数は各４台。家は隣町の神社「星天宮」で、妹のこさめと共に巫女を務める。主人公の呼び名は「小河坂くん」もしくは「コガヨウ」。
姫榊 こさめ（ひさかき こさめ）
声：楠鈴音
161cm　87/57/86　6月9日（ふたご座）　A型　好きなもの：姉のこもも　嫌いなもの：むやみに詮索されること
ヒバリ校2年A組。こももの双子の妹。姉のこももと同じく星天宮の巫女。のんびりほのぼのした性格で、言葉遣いはいつも丁寧だが、なぜか人から詮索されることを極度に嫌っている。天クルに所属していて、明日歩と仲がいい。天クルを廃部にしたいこももとは板挟みになる立場だが、どちらにも付かず中立に接している。図書委員も務めており、当番の時は図書館で洋の調べ物を手伝ったりする。主人公の呼び名は「小河坂さん」。レズとマゾの気があるらしく、性的な意味でこももに絡んだり、その後の「お仕置き」を楽しみにして、恍惚とした表情を浮かべることが多々ある。自身についてとある秘密を隠している。
蒼 衣鈴（あおい いすず）
声：東かりん
149cm　77/53/78　11月21日（さそり座）　B型　好きなもの：タロットカード　嫌いなもの：友達を作ること
ヒバリ校1年C組で千波と同級。洋・千波の家の向かいに住む。口数が少なく他人を拒絶していて、隣人の洋に対してもいつも素っ気ない態度で毒舌を吐くが、妹の鈴葉にだけは弱い。朝に弱く、毎朝鈴葉に起こされては、朝食抜きで遅刻ギリギリに登校している。タロットカードでよく占いをしていて、学校にいつもカードを持ち込んでは持ち物検査でこももを困らせる。南天（南半球）の星空に強い思い入れがある。主人公の呼び名は「先輩」もしくは「洋先輩」。
小河坂 千波（こがさか ちなみ）
声：みなづき蓮→藤森ゆき奈（Eternal Heart）
153cm　79/55/80　2月19日（みずがめ座）　B型　好きなもの：お兄ちゃんのお世話　嫌いなもの：お兄ちゃんのぐりぐり
ヒバリ校1年C組。洋の妹。元気でマイペースにしゃべりまくり、人懐っこく誰とでもすぐ仲良くなれる。兄が大好きで、洋のためにあれこれ頑張ろうとするが、不器用なためいつも空回りしてしまう。彼女の手にかかると料理が必ず黒焦げになるので、洋は千波に絶対料理をさせない。食べ物の好みはマヨラー。都会にいた頃は思春期につき物の反抗期で洋や母親に反抗したりもしていた。朝寝坊で登校前に洋をいつも玄関で待たせているが、置いて行かれてしまうこともある。自身の出生に関する事情から洋や母に強い負い目を抱えており、都会にいた頃に自作したオルゴールを大事にしており、朝起きた時にそのオルゴールの音色を聴くのを日課にしていることが自身のルートで明かされる。主人公の呼び名は「お兄ちゃん」。
乙津 夢（おとつ ゆめ）
声：遠野そよぎ
157cm　83/56/80　9月3日（おとめ座） AB型
隣町の病院に入院している少女。こもも・こさめの父が担当医。患者とは思えないくらいお転婆でマイペースな性格。入院生活に退屈してよくこっそり外へ出ていたが、監視が厳しくなって出られなくなってしまった。洋より1つ年上であり、お姉さんぶる傾向がある。
洋にとって大切な思い出の人である。主人公の呼び名は「洋くん」。以前は洋の引っ越し先だった、政令指定都市もしくは東京23区の病院に入院していたが、こもも曰く七月に雲雀ヶ崎の病院に転院して来た。幼少期は雲雀ヶ崎に住んでいたが、自身のルートで洋と再会した時にはその事を隠していた。

### サブキャラクター
諏訪 雪菜（すわ せつな）
声：伊藤瞳子
163cm　84/57/86　O型
ヒバリ校3年。姫榊家の親戚。中性的な口調でクールにしゃべる。一応天クルに所属しているが、参加するのを見た人はあまりいない。星天宮の総本社から雲雀ヶ崎へ派遣されてきた巫女でもある。現在は姫榊の家に居候している状態であり、生活費などを援助されていることをこももに指摘されている。
小河坂 詩乃（こがさか しの）
声：石川乃奈
164cm　O型
洋と千波の叔母（母の妹）。絵本作家で、締切が近づくと生活が不規則になり、部屋に篭もりきりになることが多い。母親を亡くして2人きりになった小河坂兄妹を、雲雀ヶ崎の自分の家に引き取った。2人には甘々で、わがままを一切しない洋に対してはもっと頼ってほしいと内心思っているが、それには自身に関するとある秘密が隠されていることが千波のルートで明らかになる。自宅のガレージには彼女の愛車と思われる赤い乗用車が停められており、本編で洋や友人の送迎にしばしば利用されている。
蒼 鈴葉（あおい すずは）
声：宇佐美みもえ
128cm　63/46/66　A型
小学校3年。衣鈴の妹。おとなしくて引っ込み思案だが、慣れると素直で礼儀正しい良い子で、衣鈴より物事に積極的。本作で一番の常識人とも言える。体が弱く、よく学校を休んでいる。
姫榊 万夜花（ひさかき まやか）
167cm　B型
声：小友わかば
こももとこさめの母親。天津甕星（あまつみかぼし）を祀る星天宮の神主だが、元ヤンで大雑把な性格。8月始めに星天宮で行われる夏祭りでは、娘達と共に準備・運営を行う。スクータータイプの原付を愛用しているが、旧式のためよく故障している。
岡泉 温土（おかいずみ はると）
声：相沢ファミ
178cm　A型
ヒバリ校3年で天クルの部長。眼鏡を掛けた優男風の男子生徒。学業では学年総代に選ばれるほど優秀だが、感情のアップダウンが激しい。躁状態になった時は知恵の輪を与えるとおとなしくなる。鬱な時は些細なことで傷つきやすい。部に対する愛が過ぎる故にこももが（性的に）こさめに絡まれているシーンを携帯で激写してそれをネタに部に便宜を図ろうとしては携帯をこももに破壊されている。時にもう一つのクールでワイルドな人格「凍土（とうど）」が出現する。その際の一人称は「俺様」（普段は「僕」）で、なぜか眼鏡を外してポケットに引っ掛けている。
南星 総一朗（みなほし そういちろう）
声：松涛エルザ
180cm　O型
明日歩の父親。喫茶「ミルキーウェイ」の店主。メイド好きで、エプロンドレスを明日歩に着せて店を手伝わせている。実は元天文学者でかつてのヒバリ校天文部員だが、明日歩には辞めた理由を話していない。理由は不明だが、明日歩がかつて存在した天文クラブに参加するのを反対した過去がある。
飛鳥 未来（あすか みらい）
声：平井達矢
174cm　B型
ヒバリ校2年A組で洋の同級生。UFOや超常現象が好きで、たった1人だけのオカルト研究部（オカ研）として活動している。同じくサークルに過ぎないにもかかわらず部室がある天クルとは何度か対立している。いつでもUFOを激写出来るように複数のデジカメを持っていたが、こももの下着姿やこさめに（性的に）絡まれているシーンを盗撮した結果、予備も含め全てこももに破壊された。
かささぎ
メアが展望台で出会った小さなドラゴン。身体を発光させて翼で空を舞う。洋が話した七夕伝説から、メアが「かささぎ」と名付けた。メアには「かーくん」、洋には「かー坊」と呼ばれている。メアに懐いてよく頭の上に乗っているが、洋には度々口から火を吐いて浴びせる。
レン
声：神村ひな
142cm　72/50/73
メアと同類の存在で、自称「見守る者」。”ダメ人間フェチ”で、口癖は「ダメ人間……クスクス……」。
三嶋 大河（みしま たいが）
声：谷俊介
ヒバリ校の教師で元天文部顧問。あがり症で人前でしゃべるのが苦手で、授業中はずっと黒板の方を向いている。元天文学者であり、かつては若くして市の推薦で、宇宙博物館の館長も務めていた。総一郎とは教え子と教師の関係にあたり、現在も仲が良い。元々は南日本の農家の出身で、全国のプラネタリウムを巡る旅の途中で歌澄に出会い、雲雀ヶ崎に引っ越して来た、
世良 千尋（せら ちひろ）
声：Lee
夢から「妖精さん」と呼ばれている謎の男性。よく病院に出没するが、夢にしか見えていない。実は小賀坂一家と深い繋がりを持つ人物。
小河坂 歌澄（こがさか かすみ）
声：伊藤硝子
洋と千波の母親。物語開始前に亡くなっている。洋の独白によれば、駆け落ち同然で雲雀ヶ崎を離れた過去があるが、親戚からは既にその事は水に流されているらしく、2人が詩乃に無事引き取られたのもそのためである。千波のルートでの詩乃の回想によれば生前はヒバリ校の吹奏楽部に所属していた。
飛鳥 伊麻（あすか いま）
声：姫原ゆう
星天宮の総本社から雲雀ヶ崎へ派遣されてきた巫女。自らの過去に関する記憶を失っている。
看護師
声：伊藤瞳子
隣町の病院に勤めている。夢の担当で、同僚の姫榊医師のファンらしい。
姫榊医師（ひさかき）
こももとこさめの父親。隣町の病院に勤務しており、夢の担当医。仕事熱心で看護師達に人気があるが、怒ると怖い。

## 舞台・用語
雲雀ヶ崎（ひばりがさき）
本作の舞台。坂道や小道が多い昔ながらの街並みが残る北の港町。かつては港湾商業都市として栄えた。作中で「道内・道外」という表現が何度か登場するため北海道にある事が分かる。山と海に挟まれた街で、田舎町のため娯楽施設は乏しいが、運河などの街並みや夜景目当ての観光客は多い。海の幸が豊富に採れる土地柄。また明かりが少ないため星空が綺麗に見られる。なお、洋の解説によれば、隣にははるかに規模の大きい街が存在する。56年前と7年前の二度に渡って、隕石が落下したのが目撃された事で話題になった。市名の由来は、街には昔から畑が多く、その畑には春の訪れを告げる雲雀が多く集まるため。
雲雀ヶ崎学園
洋やヒロインたちが通う高校。隕石が発見された年（55年前）に開校した。こさめ曰く、当時は隕石落下に伴う空前の天文ブームのため、天体観測に有利な高台に校舎が建設され、同時に天文部も存在していた。開校当時は木造校舎で学食や特別教室棟もなく、坂道を登った先にあるため通うには不便な環境。現在は校舎はコンクリート造で、学食や特別教室棟が新設されている。娯楽に乏しい田舎町のため部活動が盛んだが、天文部は部員数減少で後述の天文サークルに格下げになっている。
小賀坂家
洋と千波の現在の自宅で詩乃の家。二階建ての少し古めの洋風住宅。坂道に面して立つ。向かいには蒼の家がある。
喫茶ミルキーウェイ
明日歩の自宅兼喫茶店。町の商店街の一角に立つ。総一郎が経営しており、明日歩も度々手伝っている。明日歩の趣味で料理のメニュー名は、星に纏わる神話に因んだ物になっている。ウェイトレスがメイド服なのは店主である総一郎の趣味。後に洋のバイト先になる他、千波ルートでは千波もバイトする。ファンディスクでは総一郎の経営方針が原因で、臨時休業や金策が必要なほど経営状況が一時悪化した。
星天宮（せいてんぐう）
雲雀ヶ崎付近で唯一の神社。こももとこさめの自宅でもある。神主は万夜花。正確には雲雀ヶ崎市内ではなくその隣街の郊外に位置する。雲雀ヶ崎駅からは電車で二駅ほどの場所にある。こももルートでの登場人物たちの会話によると、隕石が落下した55年前に建立された比較的新しい神社。毎年夏には境内で夏祭りが開かれ、姫榊の巫女が奉納舞を披露する。共通ルート終盤のこももと雪菜の会話によれば、境内にある森は展望台付近の森に繋がっている。祭神は天津甕星で、後述の雲雀ヶ崎隕石を御神体として祀る。星天宮は別に総本社が存在するため、実質はその支社である。
展望台
雲雀山の頂上にある展望台で、洋と展望台の少女の思い出の場所。現在のメアの根城でもある。元々は観光名所だったが、7年前に発生した転落事故以来危険防止のため道がフェンスで閉鎖されている（ただし迂回すれば展望台に到達可能）。本作で重要な意味を持つ場所。
夢見坂（ゆめみざか）
学園と展望台の間にある坂道。洋が展望台の少女に会うために足繁く通った道で、現在の通学路でもある。
雲雀ヶ崎運河
こももと衣鈴ルート以外の全ルートで登場する運河。隣街との境界線に位置しており、街の観光名所になっている。明日歩曰く一時は暗渠化工事で埋め立てられる予定だったが、住民たちの反対運動で撤回され、観光地として整備された経緯がある。現在は運河沿いには観光客向けの飲食店や土産物店・オルゴール堂が立ち並んでいる。
雲雀ヶ崎市立宇宙科学館
蒼の思い出の場所。衣鈴ルートでのみ登場。同ルートでの記述によれば博物館とプラネタリウム併設の公共施設で、55年前の隕石落下騒動でも大きな役割を果たした場所だが、その後維持費が嵩んで採算が取れなくなったことにより閉鎖されてしまった。元々は天文台であり、平地ではあっても光害が少ない場所だった。港への通り沿いに立地しており、かなり目立つ形状をしている。現在は入り口は全て封鎖されており、案内看板なども撤去され、放置されているが、取り壊しにも予算が必要なため取り壊しの予定は無い模様。現在は施設内の備品や機械の大部分は企業や他の自治体に譲渡され、プラネタリウムの投影機だけが、旧式過ぎて扱える技術者がいないとの理由で引き取り手が無く、大河が手入れしている。
雲雀ヶ崎港
同じく衣鈴ルートでのみ登場。雲雀ヶ崎の港だがあまり人気がない。南天の星空のオーロラとどこか似た景色を見るために衣鈴がよく通っている場所。
隣ヶ丘病院
夢ルートで登場する総合病院。夢が入院している病院で、姫榊医師の勤務先。隣街の町外れの海沿いに位置している。本編の洋の台詞によれば三階建ての病院で、主に一般外来や短期入院患者向けの中央病棟と、夢などの長期入院患者の専門病棟である西棟で構成されており、渡り廊下で繋がっている。
室内プール
eternal heartのみ登場。隣街にある大規模な室内プール。ウォータースライダーやジャグジー、流れるプールなどが揃っており、砂浜もあるなどリゾート気分を楽しめる施設。
天体観測愛好サークル
通称天クル。前身はヒバリ校の中でも由緒正しい天文部だが、部員数の減少によりサークル（同好会）に格下げされ、星が嫌いな生徒会役員のこももに目をつけられていたため屋上の使用許可を得られず、天体観測が出来なかったため、洋が見学した当初はトランプや天文図をプロジェクターで投影する活動でお茶を濁していた。明日歩曰く、文化祭では自作のプラネタリウムを制作したりしてはいたが、普段の活動に実体が無かったことや幽霊部員が含まれていることから、いつお取り潰しにあってもおかしくない状態に陥っていた（それでも視聴覚室が部室として与えられていたのは、伝統ある天文部が前身だったため）。当初の部員は部長である岡泉温人、副部長の明日歩、こさめ、幽霊部員の雪菜の5人（実質4人）で部活の規定（最低5名）に満たず、これも生徒会から目をつけられる一因になっていた。その後、洋と彼の説得を受けた蒼、メア、さらに（本人曰く）監視役のこももも加わり、屋上の使用許可も得られ、晴れて正式な部になった（ただし、馴染みがあるからという理由で名前は天クルのまま）。かつては大型の天体望遠鏡もあったが、既に無くなっており、現在あるのは明日歩が自腹で購入したもの。詩乃、総一郎、万夜花は元々前身の天文部の出身でつまりOB及びOGに当たる。
天文クラブ
部活ではなく、雲雀ヶ崎の市民の間で結成された天文愛好会。衣鈴や温人などが所属していた。前述の宇宙博物館を拠点としていたが、博物館の閉鎖に伴い解散した。
オカルト研究会
飛鳥が部長を務める弱小サークル。当初の部員は飛鳥一人のみだったが、後に千波も加わる。オカルト（特に宇宙人やUFOなど）の観測に情熱を燃やしており、同じくサークルでありながら部室が与えられている天クルとは何度か対立していた（もっとも副部長の明日歩とは幼じみということもあってそこまで険悪な仲ではない）。
雲雀ヶ崎隕石
こももルートでの万夜花の説明によれば、作中の約60年前（温人の補足によると56年前）に市内の雲雀山に落下した隕石。当時は都市化が進んでおらず、田畑が多かったため、農作業中の多くの住民に目撃された。既に町にあった天文台の職員が知らせたため、程なく町中で知られることとなり、住民有志の手で調査隊が組織され、大規模な山狩りの結果、一年後に発見された。その後天文台職員の手で然るべき研究機関に送られ、隕石とのお墨付きを得た上で最終的に当時新たに建立された星天宮の支社の御神体となった。
星神（せいじん）
天津甕星のこと。日本神話で唯一の悪神（荒神）とされており、星天宮の目下の敵と見做されている。現代の科学水準では説明が不可能な人智を超えた存在。自由自在に姿を消す能力があり、一度姿が見えなくなると、特別な捕物が無ければ知覚不可能な存在になる。
星霊（せいれい）
いわゆる幽霊のような存在。隕石を媒体（依代）にしてこの世に蘇った霊で、星天宮には星神同様に祀ろわぬ者として敵視されている。外見は一見普通の人間と変わらないが、日焼けしにくい・五感を感じにくいなどの特徴があり、医学的には死亡している。また、満月の晩には身体が透けてしまう体質を持つ。

## スタッフ
- キャラクターデザイン・原画：司田カズヒロ
- シナリオ：なかひろ
- BGM：忍、新垣トシオ
- SDキャラクター：ミズタマ,みなみ（Eternal Heart）
- サブ原画：GT
- CGチーフ：氷山あずき
- ディレクター：水間ホシひと

## 主題歌

### 星空のメモリア-Wish upon a shooting star-
オープニングテーマ「Eternal recurrence」
歌：橋本みゆき / 作詞：澄田まお / 作編曲：新垣トシオ
エンディングテーマ(通常＆グランドED)「星の夢 ～Gathering the stars of love～」
歌：霜月はるか / 作詞：澄田まお / 作曲：Gakkie / 編曲：wACHA
グランドエンディングテーマ「星空のメモリア」
歌：茶太 / 作詞：澄田まお / 作編曲：忍

### 星空のメモリアEternal Heart
オープニングテーマ「Kaleidoscope」
歌：霜月はるか / 作詞：澄田まお / 作編曲：忍
エンディングテーマ1（夢ED）「宙のヒカリ」
歌：茶太 / 作詞：日山尚 / 作編曲：福田真一郎
エンディングテーマ2（メアED）「冬のダイヤモンド」
歌：山本美禰子 / 作詞：山本美禰子 / 作曲：山本美禰子 / 編曲：wACHA

## 関連商品

### CD
星空のメモリア サウンドコレクション
2009年4月29日発売。CD2枚組。本編の主題歌3曲のフルバージョン・アレンジやBGMを収録。
星空のメモリア Eternal Heart ボーカルトラックス
2010年3月3日発売。ファンディスクの主題歌3曲のフルバージョン・アレンジ・インストゥルメンタルやBGMを収録。

### 書籍・雑誌
司田カズヒロアートワークス 星空のメモリア with Eternal Heart
2011年1月28日発売。発行：コアマガジン　ISBN 978-4862529657
イラストギャラリー、キャラクター・エピソード紹介、ラフ・線画ギャラリー、なかひろ作の小説「夢の新婚生活」「レンのなんてことない一日」、司田カズヒロインタビューなどを収録。
スピンオフストーリー『星空のメモリア』
文：なかひろ / イラスト：司田カズヒロ
『PUSH!!』2009年12月号〜2010年2月号に連載（全3回）。時間軸は本編のメアルートの1年後で、『星空のメモリア Eternal Heart』のこさめショートストーリーでも扱われている日食が題材になっている。